# Antoni Maria Pucci
Antonio Maria Pucci właśc. Eustachio Pucci (ur. 16 kwietnia 1819, zm. 12 stycznia 1892) – włoski święty Kościoła katolickiego.

## Życiorys
Eustachio Pucci urodził się 16 kwietnia 1819 roku jako drugie z ośmiorga dzieci ubogich rolników. Mając 18 lat wstąpił do zakonu Sług Maryi i przyjął imię zakonne Antonio Maria. W 1843 roku złożył śluby zakonne, a kilka miesięcy później został wyświęcony na kapłana. W 1853 roku założył instytucję Służebnic Maryi Mantellate i założył pierwsze hospicjum dla chorych dzieci. Po udzieleniu pierwszej pomocy chorej osobie podczas burzy zachorował na zapalenie płuc i zmarł 12 stycznia 1892 roku. Beatyfikował go Pius XII w dniu 12 czerwca 1952, a kanonizował go Jan XXIII w dniu 9 grudnia 1962 roku.